# 黄嘴角鸮
黄嘴角鸮（学名：Otus spilocephalus）为鸱鸮科角鸮属的鸟类。分布于印度、尼泊尔、孟加拉、缅甸、越南、老挝、泰国、马来西亚、印度尼西亚、台灣以及中国的福建、广东、海南、广西等地，主要生活于海拔1000-3000米的高山常绿林中。该物种的模式产地在印度大吉岭。

## 保护
- 中国国家重点保护动物等级：二级

## 亚种
黄嘴角鸮包括以下亚种
- 黄嘴角鸮臺灣亚种（学名： Swinhoe, 1870），臺灣特有物種，多见于800米以下的低海拔树林。[4]
- （学名： Hume, 1870）
- 黄嘴角鸮华南亚种（学名： Rickett, 1900）。分布于中南半岛以及中国大陆的福建、广东、广西等地。该物种的模式产地在福建。[5]
- （学名： Sharpe, 1888）
- （学名： Robinson & Kloss, 1922）
- 黄嘴角鸮指名亚种（学名： Blyth, 1846）
- （学名： Robinson & Kloss, 1916）
- （学名： Ogilvie-Grant, 1906）